# Openluchttheater

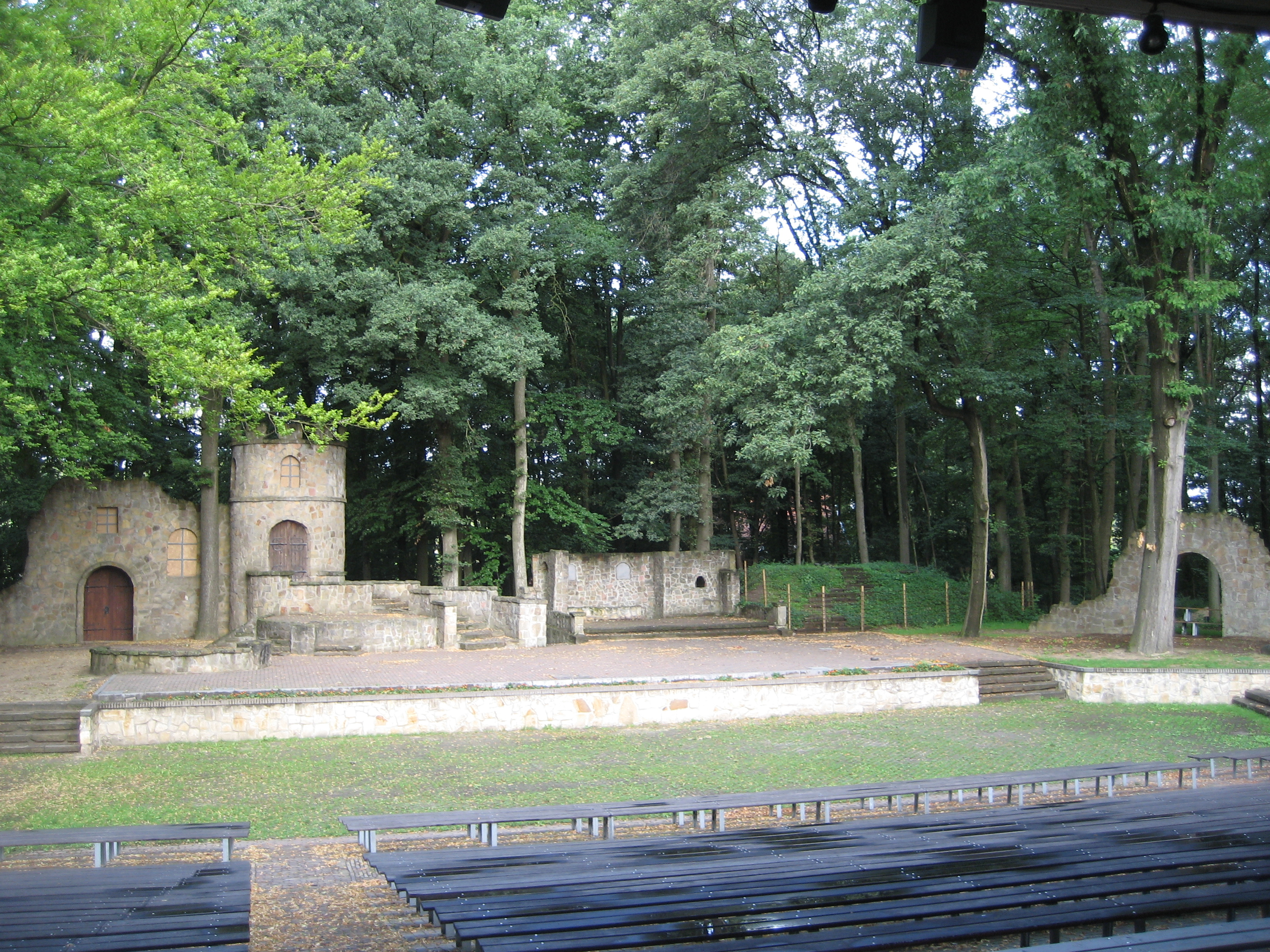
Openluchttheater in Hertme

Een openluchttheater is een plek waar de toeschouwers een voorstelling in de buitenlucht kunnen bijwonen. Veelal is het theater toegesneden op opvoeringen van één theaterstuk, aangezien ombouwen al gauw bewerkelijk of tijdrovend is bij het ontbreken van technische faciliteiten. De voorstelling kan enigszins worden aangepast aan de locatie. Wanneer de locatie onlosmakelijk deel uitmaakt van de speelplek spreekt men van locatietheater.
De oudste nog bestaande theaters zijn openluchttheaters en die vindt men in de landen rond de Middellandse Zee. Hier werden doorgaans religieus getinte voorstellingen gespeeld.

## Openluchttheaters in Nederland en België
Ook in Nederland en België vindt men openluchttheaters. Deze zijn evenwel lang niet zo oud. Nederland telt ongeveer 60 openluchttheaters, waarvan er nog zo'n 50 actief zijn. In 2014 is het openluchttheater op de campus van de Universiteit Twente uit 1965 gerenoveerd en van sloop gered.
Voorbeelden van openluchttheaters in Nederland zijn: Openluchttheater Valkenburg, Openluchttheater Ede, Openluchttheater Hertme, Openluchttheater Cabrio, De Kersouwe, Openluchttheater De Doolhof en het Vondelpark Openluchttheater in Amsterdam. Voorstellingen van locatietheater in de open lucht zijn vaak opgenomen in programma's van (straat)theaterfestivals zoals bij Oerol.
In Vlaanderen is vooral het openluchttheater, OLT Rivierenhof (in Deurne bij Antwerpen) bekend. Tijdens de zomermaanden, van midden juni tot half september, zijn er wekelijks meerdere optredens van Belgische en internationale artiesten, met soms ook namiddagvoorstellingen voor kinderen.